# Guldpannad vireo
Guldpannad vireo (Pachysylvia aurantiifrons) är en fågel i familjen vireor inom ordningen tättingar.

## Utseende och läte
Guldpannad vireo är en liten och anspråkslöst tecknad tätting med en relativt lång skär näbb. Den har brunaktigt huvud, beigefärgad undersida och grönaktig ovansida. Det gula pannan som gett arten dess namn är inte så framträdande. Sången består av korta melodiska fraser.

## Utbredning och systematik
Guldpannad vireo delas in i tre underarter med följande utbredning:
- Pachysylvia aurantiifrons aurantiifrons – förekommer i östra Panama och utmed karibiska kusten i norra Colombia
- Pachysylvia aurantiifrons helvina – förekommer i tropiska nordvästra Venezuela (Zulia till norra Mérida och södra Táchira)
- Pachysylvia aurantiifrons saturata – förekommer från tropiska östra Colombia till norra Venezuela samt på Trinidad

### Släktestillhörighet
Släktet Pachysylvia inkluderades länge i Hylophilus. Studier visar dock att de inte är varandras närmaste släktingar.

## Levnadssätt
Guldpannad vireo hittas i buskigt skogslandskap. Den ses enstaka eller i par, vanligen födosökande i skogens mellersta och övre skikt. Ibland slår den följe med kringvandrande artblandade flockar.

## Status och hot
Arten har ett stort utbredningsområde, men tros minska i antal, dock inte tillräckligt kraftigt för att den ska betraktas som hotad. Internationella naturvårdsunionen IUCN listar arten som livskraftig (LC). Beståndet uppskattas till i storleksordningen en halv miljon till fem miljoner vuxna individer.